# 3faltig
Pour plus de détails, voir Fiche technique et Distribution.
3faltig (en français : "3nité") est un film germano-autrichien réalisé par Harald Sicheritz sorti en 2010.

## Synopsis
Hage, le Saint-Esprit, vit depuis plus de 2 000 ans sous une forme humaine et vend de la dévotion. Le 24 décembre, il rentre chez lui dîner avec Mme Holacek, sa gouvernante, lorsqu'on frappe. À la porte se trouve Christl, Jésus-Christ, qui informe Hage que Papa Dieu prévoit l'Apocalypse pour le 31 décembre. Mais Hage a la tête dans la préparation de sa comédie musicale Holy Spirit Megastar qui doit être créée à l'occasion de la Saint-Sylvestre dans la boîte de nuit « Beverly Hills » de son ami Friedl. Bien qu'ils soient membres de la Trinité, ils ne peuvent pas poser leur veto, cependant Hage tient à montrer à Christl comment la vie est belle. Il lui fait rencontrer Mona, l'actrice principale de la comédie. À la fin de la nuit, Christl, en ramenant Hage chez lui, renverse Mona. Hage pense d'abord à faire disparaître le corps puis se souvient que, selon la Bible, Christl a ressuscité Lazare.
Lorsqu'il apprend la disparition de Mona, Friedl court chez Hage. Après une courte conversation avec Mme Holacek, elle le ramène chez lui, car sa voiture est enlisée dans la neige. Mme Holacek aide Friedl dans son établissement et les deux viennent lentement à se rapprocher. Friedl envoie alors un subordonné chercher Hage. Ce dernier fait remorquer le véhicule endommagé grâce à l'ÖAMTC jusqu'à un hôtel et s'installe là-bas afin que Christl puisse ressusciter Mona.
Le lendemain, Friedl apprend durant une conversation avec l'ÖAMTC où réside Hage. Hage est allé à l'hôpital avec Christl pour y accomplir le miracle de la guérison. Hage paie une femme présente pour faire croire à Christl qu'il peut faire des miracles. De retour à l'hôtel, ils voient Friedl balancer par négligence Mona dans un buisson. Friedl croit avoir tué Mona.
Après que Christl, qui se rendait chez Hage, reconnaît la chauffeuse de bus comme sa « patiente », Hage et Christl se séparent. Christl va voir le père Erdinger pour l'interroger sur la résurrection. Pendant ce temps, Friedl et Mme Holacek passent la nuit ensemble. Friedl veut se livrer à la police pour la mort de Mona. Christl passe d'abord à la maison de Hage où il ressuscite Mona. Mais Mona prend peur et s'enfuit dans la rue où elle est de nouveau renversée, involontairement par Friedl. Christl veut avec Hage parler à son père, parce qu'il est contre l'Apocalypse. Lorsque Christl et Hage se retrouvent, devant les yeux de Friedl et de Mme Holacek, Mona revient à la vie.
Le lendemain, la première de la comédie musicale doit avoir lieu. Dans la discothèque, arrive Papa. Friedl lui explique qu'il est devenu un nouvel homme après la résurrection de Mona. Pour avoir voulu empêcher l'Apocalypse, Hage est transformé en colombe, mais Friedl le prend pour un emmerdeur de pigeon, déclenchant ainsi l'Apocalypse.
Un nouveau monde est créé en dix jours. Christl et Mona sont les premiers humains et rencontrent Hage sous une forme humaine.

## Fiche technique
- Titre : 3faltig
- Réalisation : Harald Sicheritz
- Scénario : Murmel Clausen (de), Hermann Bräuer (de), Christian Tramitz (de)
- Musique : Lothar Scherpe
- Direction artistique : Ina Peichl, Bertram Reiter
- Costumes : Thomas Oláh
- Photographie : Thomas Kiennast (de)
- Son : Manfred Banach, Philipp Mosser, Bernhard Maisch
- Montage : Paul Sedlacek
- Production : Andreas Fallscheer, Kurt Mrkwicka
- Sociétés de production : MR Filmproduktion, Falcom Media
- Société de distribution : Einhorn-Film, Falcom Media
- Pays d'origine :  Allemagne,  Autriche
- Langue : allemand
- Format : Couleurs - 2,375:1 - Dolby Digital - 35 mm
- Genre : Comédie
- Durée : 93 minutes
- Dates de sortie :
  -  Autriche : 21 octobre 2010.
  -  Allemagne : 17 février 2011.

## Distribution
- Christian Tramitz (de) : Hage
- Matthias Schweighöfer : Christl
- Roland Düringer : Friedl Hanauer
- Adele Neuhauser : Mme Holacek
- Julia Hartmann (de) : Mona
- Michael Schweighöfer (de) : Papa
- Alfred Dorfer : Père Erdinger
- Raimund Wallisch : Le remorqueur
- Hannes Ringlstetter (de) : L'employé de la pension
- Karl Fischer (de) : Le directeur de l'hôtel
- Jana Podlipná (de) : Mariza
- Stefanie Dvorak : Sandra
- Christian Ulmen : Le skieur de fond
- Volker Michalowski (de) : Le videur

## Source de traduction
- (de) Cet article est partiellement ou en totalité issu de l’article de Wikipédia en allemand intitulé « 3faltig » (voir la liste des auteurs).